# École nationale vétérinaire d’Alfort
Die École nationale vétérinaire d’Alfort ist eine auf Veterinärmedizin spezialisierte Hochschule in Maisons-Alfort nahe Paris. Sie gehört zu den Grandes écoles („Großen Schulen“) Frankreichs und ist dem Landwirtschaftsministerium unterstellt. 2016 studierten an der Hochschule 700 Studenten, 80 % davon waren Frauen.  Es gibt in Lyon, Nantes und Toulouse noch drei weitere nationale Hochschulen für die Ausbildung von Tierärzten.

## Ausbildung
Die Hochschule bietet einen Abschluss als Tierarzt an. Das Studium ist durch Landesrecht durch das Décret n° 2020-1520 du 3 décembre 2020 relatif à l'enseignement vétérinaire für alle französischen Ausbildungsstätten verbindlich geregelt und der Abschluss in der Europäischen Union anerkannt. Die ersten beiden Semester sind ein Propädeutikum, das dritte bis 10. Semester dienen der tiermedizinischen Grundausbildung und die Semester 11 und 12 dienen der Vertiefung und der Erstellung einer Diplomarbeit.

## Geschichte

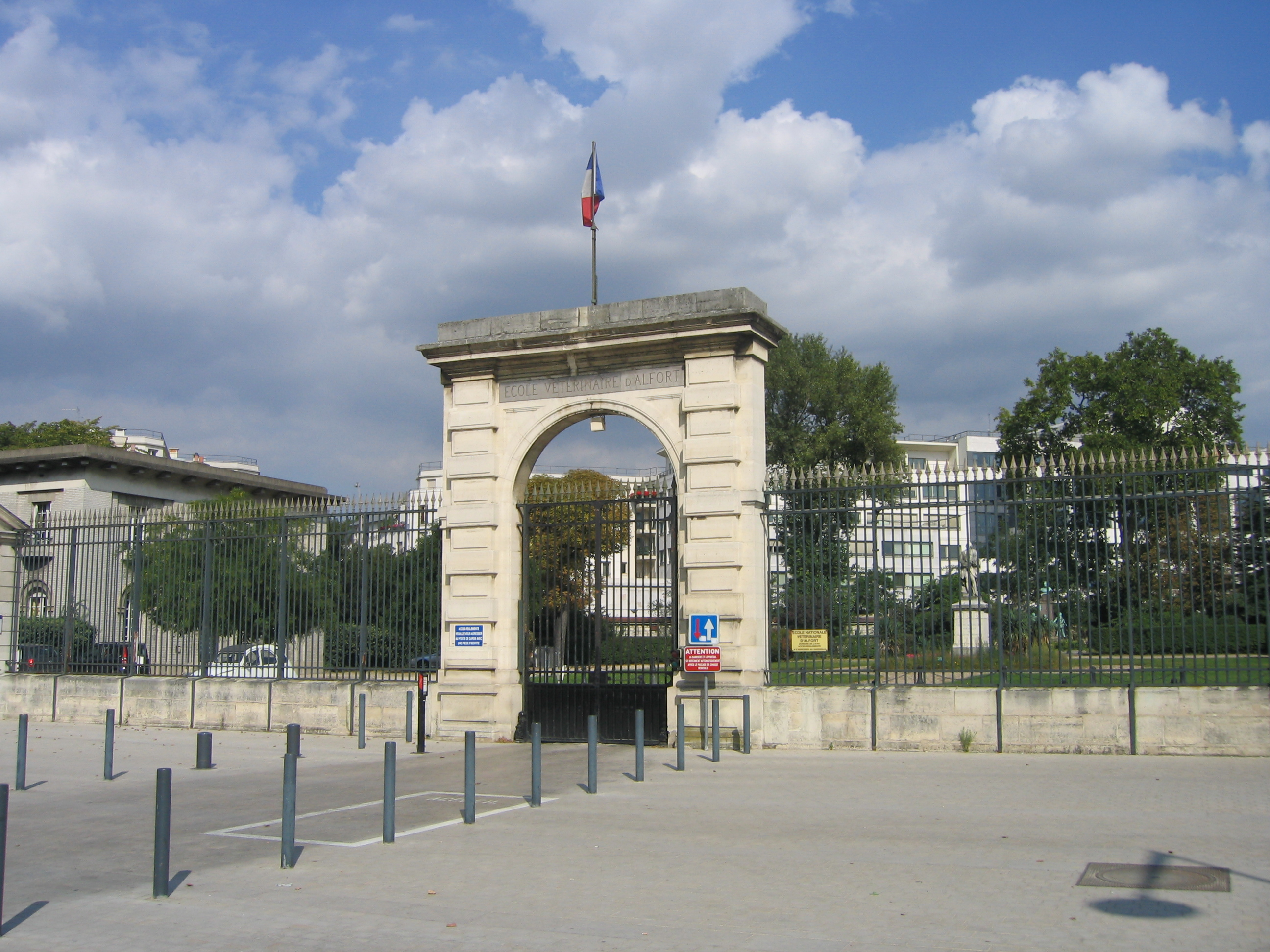
Haupteingang der École nationale vétérinaire d’Alfort

Die Hochschule wurde 1765 auf Veranlassung von Claude Bourgelat als École vétérinaire gegründet. Anlass waren die verheerenden Tierseuchen und die damit verbundenen Nutztierverluste. Ihr erster Direktor war der renommierte Anatom Honoré Fragonard, der zusammen mit einigen Schülern der Veterinärschule von Lyon nach Paris zog, wo sich die neue Institution vorerst niederließ. Einerseits aus Platzgründen und andererseits um einen ungestörten Betrieb zu gewähren, zog sie bald weiter nach Alfort, am 12. Oktober 1766 schrieben sich die ersten Studenten ein. Die Schule war als Internat angelegt. Die École nationale vétérinaire d’Alfort ist nach der École nationale vétérinaire de Lyon die zweitälteste tierärztliche Ausbildungsstätte weltweit.
Da die Hochschule ihren Hauptsitz seit 1766 nicht mehr verändert hat, sind viele Zeugnisse der Gründungszeit erhalten geblieben. Dazu gehören einige ursprüngliche Gebäude, ein botanischer Garten, ein Skulpturenpark und die Bibliothek mit einem großen Altbestand. Zusammen mit der Schule wurde 1766 auch das Cabinet du Roi eingerichtet, in dem die anatomischen Präparate für den Unterricht aufbewahrt und gezeigt wurden. Aus dieser Sammlung entwickelte sich ein Museum, das als Musée Fragonard immer noch Teil der Hochschule ist.